# Långören (vid Jussarö, Raseborg)
Långören är en ö i Finland. Den ligger i Finska viken och i kommunen Raseborg i landskapet Nyland, i den södra delen av landet. Ön ligger omkring 83 kilometer väster om Helsingfors.
Öns area är 0,8 hektar och dess största längd är 150 meter i sydöst-nordvästlig riktning.